# Здравоохранение в Самаре
Здравоохранение в городе Самара представлено широким комплексом медицинских учреждений. Имеются муниципальные городские больницы, специализированные больницы и диспансеры, поликлиники и медико-санитарные части (МСЧ), санатории и профилактории. На территории городского округа Самара также расположены медицинские учреждения областного значения и госпитали.
В городе функционирует служба скорой помощи, в 2008 году также появилась скорая медицинская помощь на воде.
Основные учебные заведения в данной сфере – Самарский государственный медицинский университет, Самарский медицинский колледж имени Нины Ляпиной и его филиал Самарский медико-социальный колледж (бывшее Самарское медицинское училище), Самарский негосударственный медицинский институт «РЕАВИЗ».
Департамент здравоохранения городского округа Самара осуществляет руководство муниципальными медицинскими учреждениями, учреждениями областного подчинения — министерство здравоохранения и социального развития Самарской области. Управление федеральной службы по надзору в сфере здравоохранения (Росздравнадзор) по Самарской области контролирует данную сферу.
На начало 2012 года в Самарской области работали 13644 врача и 26442 медработника среднего звена. Обеспеченность населения врачами составляет 42,4 на 10 тысяч населения, средним медицинским персоналом — 82,2 на 10 тысяч населения, при этом ситуация в сельских районах значительно хуже, чем в областном центре.

## История

### XIX век
В 1828 году на средства помещицы Е. А. Путиловой в Самаре устроили больницу на 12 коек.
В 1851 году в Самаре открылась врачебная управа, которая ведала казёнными больницами, аптеками и уездными лекарями. Первым инспектором Самарской врачебной управы стал доктор медицины Эдуард Карлович Финке.
5 мая 1858 года в Винном овраге (современное название — Постников овраг) было открыто второе в Самарской губернии кумысолечебное заведение земского врача Нестора Постникова. В 1919 году кумысолечебница Постникова преобразована в детский туберкулёзный санаторий имени Коминтерна.
После вспышки холеры в 1867 году открыта фельдшерская школа на 10 воспитанниц и школа повивальных бабок на 5 учениц, после создания земской больницы они были объединены в фельдшерско-акушерскую школу. Сегодня это медицинский колледж имени Нины Дмитриевны Ляпиной.
Губернская земская больница была открыта в Самаре 6 октября (20 октября) 1875 года. По тем временам это было передовое лечебное учреждение на 255 коек, размещённых в четырёх каменных и четырнадцати деревянных строениях. Первым старшим врачом губернской больницы был Антон Фёдорович Куле́ша. П. В. Алабин в своей книге «25 лет Самары как губернского города» писал: «Самарская земская больница служит как бы центром, в котором сосредотачивается всесторонняя разработка вопросов, касающихся народной медицины губернии». Именно здесь появился первый эндоскоп в России. В советское время в больнице работали Н. А. Семашко, Г. А. Митерёв, В. И. Калинин. Сегодня это городская клиническая больница № 1 имени Н. И. Пирогова, памятник которому стоит на территории больничного комплекса.

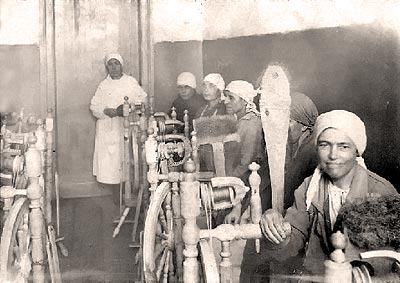
Самарская психиатрическая больница и специальные мастерские для трудотерапии (начало XX века)

«Пастеровская станция» для лечения бешенства и его последствий была организована в 1886 году, самарские врачи В. Н. Хардин и В. А. Паршенский ездили в Париж, чтобы изучать методы лечения непосредственно у Луи Пастера.  27 ноября 1888 года в Тома́шевом колке́ (ныне улица Нагорная) была открыта психиатрическая лечебница. Директором больницы назначили И. Х. Аксерблюма. Сегодня это Самарская психиатрическая больница.

### XX век
1 ноября 1908 года была открыта Народная больница, которую на свои деньги построил А. Н. Шихобалов. Постройка больницы обошлась Шихобалову в 202174 рубля. Здание строилось по проекту архитектора А. А. Щербачёва. Позже больница получила название Шихобаловской. Консультантом в то время был известный самарский врач В. Н. Хардин. Затем в этом здании на улице Ленинской, 75, располагался онкологический диспансер.

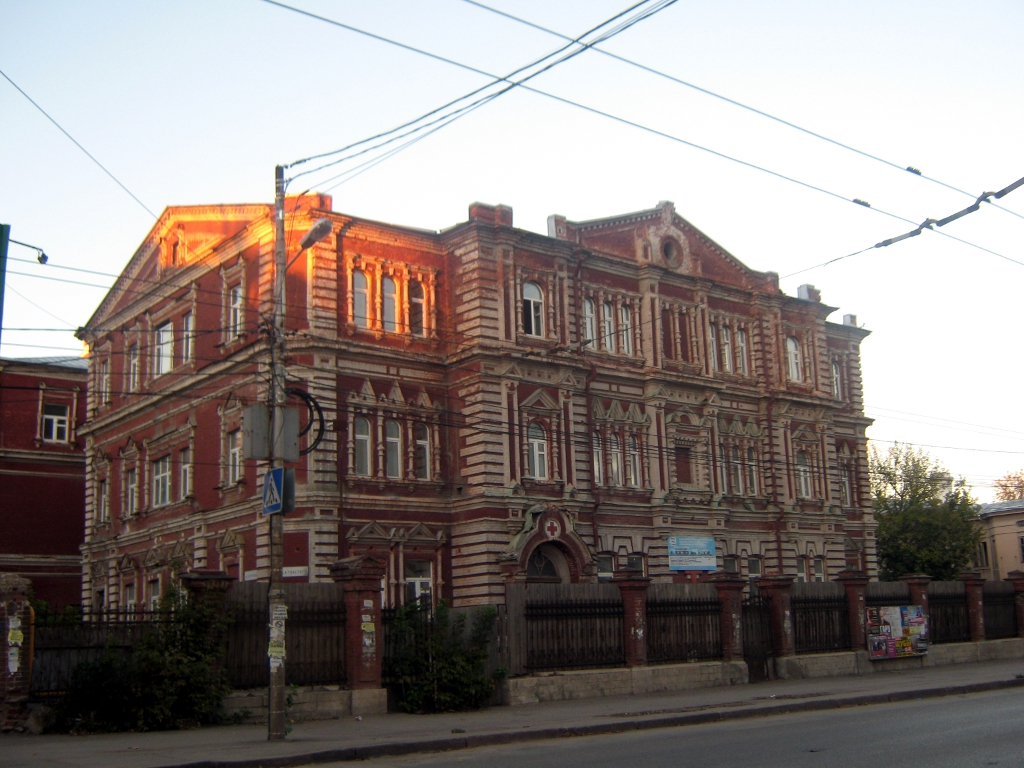
Больница общества Красного Креста построена в 1902 году.

В 1919—1920 годах в Самарской губернии вспыхнула эпидемия сыпного тифа. Голод в Поволжье ухудшил санитарное состояние города и окружающих деревень в 1921—1922 годах.
В 1928 году был образован городской отдел здравоохранения.
Первые клинические кафедры Самарского университета были организованы в начале 1920-х годов; на их основе был создан медицинский факультет, первым деканом которого был профессор В. В. Гориневский. В 1930 году медицинский факультет был реорганизован в Самарский (далее Куйбышевский) медицинский институт (сегодня — Самарский государственный медицинский университет). Один из выпускников медицинского факультета Самарского университета — Георгий Андреевич Митерёв — был в 1930—1936 годах главным врачом больницы им. Пирогова, а затем главврачом Клинической больницы, впоследствии он стал наркомом здравоохранения СССР.
В 1940 году в городе имелось 23 государственных больницы с 3305 койками и 39 амбулаторно-поликлинических учреждений, где работали 638 врачей и 1928 среднего медперсонала.
В годы Великой Отечественной войны город Куйбышев (так называлась Самара с 1935 по 1991 год) открыл госпитали для раненых, к ноябрю 1941 года в городе и области насчитывалось 27 эвакогоспиталей на 7350 коек. Поскольку в город были эвакуированы иностранные посольства и консульства из Москвы, пришлось решать вопросы медицинского обслуживания не только граждан СССР, но и иностранцев.
Куйбышевская военно-медицинская академия была создана в 1939 году на базе Военно-медицинской академии им. С. М. Кирова и Куйбышевского мединститута, с 1942 по 1999 год существовал Военно-медицинский факультет Самарского медуниверситета, с 1999 года — создан самостоятельный Самарский военно-медицинский институт. Он готовил врачей-терапевтов, хирургов, врачей медико-профилактического профиля (эпидемиологов, гигиенистов, бактериологов), стоматологов и врачей общей практики. В состав института входили факультеты додипломной подготовки, дополнительного и послевузовского образования, работали научно-исследовательский и редакционно-издательский центры. Особенностью образовательной деятельности института являлась такая форма подготовки студентов как «полевая выучка», включающая формирование навыков развёртывания и организации работы медицинских подразделений. Учебные корпуса и управление института располагались на Пионерской улице и улице Алексея Толстого. Клинические базы располагались в медицинских учреждениях города, военно-медицинских учреждениях и подразделениях Самарского гарнизона, и в клиниках института (бывший окружной госпиталь Приволжского военного округа). В 2010 году институт расформирован.
С 1945 года и до конца своей жизни кафедрой госпитальной хирургии Куйбышевского медицинского института руководил профессор Александр Михайлович Аминев, один из пионеров и основоположников лапароскопии в России.
19 августа 1947 года в Самаре на базе 13 хирургического отделения городской больницы № 1 имени Пирогова открылся городской онкологический диспансер на 35 коек. Главным врачом нового диспансера был Г. Г. Вырыпаев.
С 1949 по 1959 год профессор Тихон Иванович Ерошевский был директором медицинского института, а затем возглавлял кафедру глазных болезней, именно здесь он создал свою научно-педагогическую офтальмологическую школу. Теперь имя Ерошевского носит областная офтальмологическая клиника.
К 1960 году в городе насчитывалось более 70 амбулаторно-поликлинических учреждений.
В 1961 году Игорь Борисович Солдатов возглавил кафедру оториноларингологии медицинского института и заведовал ею тридцать семь лет. В 1962 году Георгий Львович Ратнер возглавил кафедру хирургии медицинского института и заведовал ею почти сорок лет.
В 1965 году в Куйбышевском медицинском институте открылся стоматологический факультет (терапия и хирургия), институт становится многофакультетным.
C 1975 по 2002 год Самарской областной клинической больницей им. М. И. Калинина заведовал Владимир Диамидович Середавин.
В 1976 году городской онкологический диспансер получает пятиэтажное здание на Запорожской улице, 26. В 1981 году областной онкологический диспансер переводят в здание, принадлежавшее областной больнице (ул. Ленинская, 75). В 1988 году областной и городской онкодиспансеры были объединены.
В 1990 году создан Самарский диагностический центр, в 1994 году он преобразован в открытое акционерное общество.

### XXI век
Самарский областной клинический онкологический диспансер получил долгожданное новое здание, что позволило ему стать одним из крупнейших онкоцентров России: за 2011 год хирурги провели в нём 27,5 тысяч операций.
С 2003 года работает Самарский клинический центр клеточных технологий.
Самарские вузы (СамГМУ, СГАУ в сотрудничестве с самарскими фирмами) разрабатывают инновационные технологии, например, программу «Виртуальный хирург» — аппаратно-программный комплекс-тренажёр для будущих хирургов, костнозаменяющие материалы на основе биоуглеродистой керамики, биоимплантанты на основе клеточно-тканевых носителей.
В ходе визита в 2013 году вице-премьер правительства РФ Ольга Голодец отметила, что Самара имеет хорошие перспективы развития здравоохранения и «медицинского кластера», планируется включение частных самарских клиник в систему обязательного медицинского страхования.

## Городские больницы

### Городская клиническая больница № 1 имени Пирогова
Занимает большой комплекс зданий по адресу: Полевая улица, 80. Многопрофильное муниципальное медицинское учреждение, оказывающее круглосуточно медицинскую помощь: детям с общехирургическими и гнойно-воспалительными заболеваниями и травмами, беременным и роженицам, больным хирургического, урологического, нейрохирургического, гинекологического, травматолого-ортопедического, неврологического профиля; пострадавшим с термическими поражениями и их последствиями. На базе больницы функционируют:
1. Городской неврологический центр
2. Городской центр по лечению желудочно-кишечных кровотечений
3. Городской перинатальный центр
4. Городской травматологический пункт
5. Межрегиональный центр термических поражений и пластической хирургии

В больнице работают: 26 кандидатов медицинских наук, 4 доктора медицинских наук, 1 доцент, 3 профессора, 103 врача высшей категории, 102 врача первой категории, 23 врача второй категории, 5 заслуженных врачей РФ. В 2005 году больница стала лауреатом международной премии «Профессия — жизнь».

### Городская клиническая больница № 2 имени Семашко
Находится в Самаре на ул. Калинина, 32. Является многопрофильным учреждением с мощностью 820 коек. В своей структуре имеет 12 лечебно-диагностических отделений (приёмное, хирургическое, нейрохирургическое, терапевтическое отделение с кабинетом функциональной диагностики, неврологическое, травматологическое, урологическое, дерматовенерологическое отделение, два гинекологических (септическое и оперативное), операционный блок, отделение анестезиологии, реанимации, 3 детских отделения (инфекционное, туберкулёзное, реанимации для детей), родильный дом — 5 отделений (патологии беременности, родовое, акушерское обсервационное, новорождённых, анестезиологии- реанимации и дневной стационар для скрининг-диагностики патологии беременности), 5 параклинических лечебно-диагностических отделений (лабораторное, ультразвуковой диагностики, эндоскопический кабинет, патологоанатомическое) 4 подразделения медицинского и 6 подразделений хозяйственного обеспечения).
В больнице работают 7 кандидатов медицинских наук, 156 врачей и 347 медицинских сестер. Высшую квалификационную категорию имеют 40 врачей, первую категорию- 45 врачей, вторую категорию 22 человека.
Больница является учебной базой, на которой функционируют 7 кафедр Самарского государственного медицинского университета, и Самарского военно-медицинского института, в связи с чем в 1998 году ей был присвоен статус «Клиническая».

### Городская клиническая больница № 3
Располагается по ул. Степана Разина, 3А.
Муниципальное многопрофильное медицинское учреждение существует с 1956 года. Оказывает круглосуточную медицинскую помощь больным терапевтического и кардиологического профиля. В больнице работают врачи высшей категории и кандидат медицинских наук. Отделения кардиологии, терапии, гастроэнтерологии, реанимации и интенсивной терапии. На базе больницы с 1993 года функционирует Центр планирования семьи и репродукции (ЦПСР).
Больница занимает четыре корпуса в Самарском районе: корпус № 1 по адресу ул. Степана Разина, 3а; корпус № 2 — ул. Степана Разина, 32; корпус № 3(ЦПСР) — ул. Венцека, 69/ул. Галактионовская, 21; корпус № 4(ЦПСР) — ул. Фрунзе, 43.

### Городская больница № 4
Находится в Октябрьском районе, в том числе стационар, поликлинические отделения, женская консультация. Сформирована в результате объединения «Городской поликлиники № 11» и «Медико-санитарной части № 12» в 2009 году. Адреса: ул. Мичурина, 125 и проспект Карла Маркса 167.

### Городская больница № 6
Находится в Советском районе по адресу ул. Советской Армии, 56
Существует с 1948 года. Первым главным врачом был Романовский В. М. В октябре 2004 года реорганизована путём слияния с поликлиниками № 9 и № 18, а также с туберкулезным диспансером № 3.

### Городская больница № 7
Находится в Красноглинском районе по адресу: ул. Крайняя, дом 17.

### Городская больница № 8
Находится в Кировском районе Самары по адресу: ул. Мирная, 169.
- взрослая поликлиника больницы № 8: ул. Нагорная, 130
- женская консультация больницы № 8: пр. Кирова, 235
- детская поликлиника больницы № 8: ул. Енисейская, 8А

### Городская больница № 10
Находится в Куйбышевском районе Самары по адресу: ул. Медицинская, 4 (116-й километр)

### Станция скорой медицинской помощи
Располагается по ул. Больничная, 2. Официально 15 мая 1935 года приказом отдела здравоохранения города Куйбышева летучий отряд скорой помощи, работавший при Центральной больнице имени Н. И. Пирогова отделяется от больницы и получает наименование: «Отряд скорой помощи» и работает самостоятельно.

### Утраченные
Городская больница № 5 располагалась на улице Советской Армии, 214, здание было признано аварийным и снесено.

## Детские больницы

### Детская больница № 1 имени Ивановой
Располагается на пр. Карла Маркса, 165а. В больнице функционируют 14 отделений, которые работают по 16 профилям:
1. педиатрическое отделение для недоношенных детей;
2. реанимация и интенсивная терапия для недоношенных и новорождённых детей;
3. отделение эндокринологии (пульмонологические, токсикологические койки, стационар дневного пребывания);
4. хирургическое отделение (койки торакальной хирургии и онкологии);
5. инфекционное отделение, на базе которого работает областной центр для лечения больных муковисцидозом и острыми ларинготрахеитами;
6. гастроэнтерологическое отделение с койками для лечения больных аллергодерматозами;
7. педиатрическое отделение для новорождённых детей;
8. отделение реанимации и интенсивной терапии;
9. отоларингологическое отделение и стационар дневного пребывания;
10. отделение гематологии с подразделением химиотерапии;
11. отделение для коррекции развития детей с последствиями перинатальной патологии;
12. неврологическое отделение для детей с поражением ЦНС и нарушением психики, стационар дневного пребывания;
13. консультативно-диагностическая поликлиника;
14. патологоанатомическое отделение.

На базе этих отделений работают 7 специализированных областных и городских центров:
1. гематологии и гематоонкологии;
2. гастроэнтерологии;
3. муковисцидоза;
4. хирургической коррекции врождённых пороков развития новорождённых;
5. эндокринологии;
6. лечения и профилактики аллергодерматозов.

### Детская больница № 2
Находится по адресу: 3 просека, 150. Образована в 2004 году путём слияния с Городской детской больницей восстановительного лечения (в прошлом — детский санаторий «Волжские зори», функционирующий с 1929 года) и детским санаторием «Светлячок».
Больница многопрофильная, занимает площадь 7,6 га. Расположена в зелёной зоне Октябрьского района Самары и размещена в двух корпусах: типовом кирпичном здании бывшего санатория и крупнопанельном корпусе типового детского сада.
Направления деятельности: анестезиология и реаниматология, диетология, лабораторная диагностика, лечебная физкультура и спортивная медицина, медицинские осмотры (предрейсовые, послерейсовые), медицинский массаж, операционное дело, рентгенологии, стоматология, физиотерапия, функциональная диагностика.

### Самарская областная детская инфекционная больница
Находится по адресу: Шверника, 1 / Ново-Садовая, 222

## Специализированные больницы

### Офтальмологическая больница имени Ерошевского
Занимает комплекс зданий по адресу: Ново-Садовая улица, д.158
В больнице имени Тихона Ивановича Ерошевского впервые в России внедрена уникальная методика лечения заболеваний сетчатки — фотодинамическая терапия, позволяющая предотвращать слепоту у ранее неизлечимых больных. Вслед за Самарой эту методику стали осваивать в клиниках Москвы и Санкт-Петербурга. На таком же высоком уровне проводится хирургическое лечение заболеваний сетчатки и стекловидного тела.
В больнице работают 96 врачей (6 докторов наук и 15 кандидатов медицинских наук, 27 врачей высшей категории, 2 заслуженных врача России), 140 медицинских сестёр, 77 санитарок.
Больница имени Т. И. Ерошевского является государственным учреждением здравоохранения. В структуре больницы 20 отделений и центров по различным направлениям деятельности, в том числе:
1. Глаукомный центр
2. Отделение заготовки и консервации тканей
3. Детское отделение
4. Диагностическое отделение
5. Клиническая лаборатория
6. Консультативная поликлиника
7. Лаборатория глазного протезирования
8. Лазерный центр
9. Операционный блок
10. Отделение анестезиологии
11. Отделение глаукомы
12. Отделение мобильной хирургии
13. Отделение оптико-реконструктивной микрохирургии
14. Отделение оптометрии
15. Отделение рефракционной микрохирургии
16. Отделение терапевтической офтальмологии
17. Отделение травматологии и пластической хирургии
18. Отделение экстренной помощи (приёмное отделение)
19. Патогистологическая лаборатория
20. Аптека

### Психиатрическая больница
Располагается на улице Нагорная, 78. Существует с 1888 года. Является базой преподавания психиатрии для Самарского медицинского института.

### Диспансеры
- Самарский областной клинический онкологический диспансер, улица Солнечная, 50

Самарский онкоцентр — это специализированный центр по профилактике, диагностике, лечению и реабилитации больных, также служит базой для многих научных исследований в области онкологии. Признан лучшим онкологическим учреждением страны в 2011 году. Сайт https://samaraonko.ru/
- Самарский областной клинический кардиологический диспансер (кардиоцентр) со стационаром, кардиохирургическим центром, акушерским отделением[51] на Аэродромной улице, 43. С 2009 года работает консультативно-диагностическое отделение по адресу: Никитинская улица, 2Б[52]. Самарский кардиоцентр занимает лидирующие позиции среди субъектов РФ по количеству проведённых операций.[53][54] Самому пожилому пациенту самарского кардиодиспансера, которому была удачно сделана операция на сердце, — 104 года[55]. Особое внимание уделяется пренатальному кардиоскринингу и кардиохирургии новорождённых. C 2002 года самарский кардиодиспансер взят под патронаж Международным детским медицинским альянсом «От сердца к сердцу», основной деятельностью которого является передача высоких технологий и накопленного опыта в области кардиохирургии из США в различные страны мира.[56][57][58]
- Самарский областной кожно-венерологический диспансер. Государственное лечебно-профилактическое учреждение оказывает амбулаторно-поликлиническую и стационарную помощь взрослому и детскому населению по профилю «дерматовенерология». Пациенты имеют возможность анонимного и кодированного обследования и лечения при соблюдении конфиденциальности и приватности.

Адреса: улица Венцека 35, улица Степана Разина, 41.
- Кожный дермато-венерологический диспансер № 2. Революционная улица, 138
- Самарский городской противотуберкулёзный диспансер. Вольская улица, 76
- Самарский психоневрологический диспансер оказывает комплексную амбулаторную психиатрическую помощь населению[60]. Имеет несколько отделений:

- ул. Арцыбушевская, 102 (администрация диспансера, отделение № 1, дневной стационар диспансерного отделения № 1)
- Ташкентская улица, 100 — диспансерное отделение № 2
- проспект Карла Маркса, 478 — дневной стационар отделения № 2
- улица XXII Партсъезда, 12 — диспансерное отделение № 3
- Безымянный переулок, 5 — дневной стационар отделения № 3
- Волжский проспект, 43 — Логопедическое отделение

- Самарский областной наркологический диспансер оказывает специализированную медицинскую помощь при всех заболеваниях наркологического профиля. Стационар, отделения неотложной наркологической помощи, отделение лечения тяжёлых форм алкоголизма, отделение для лечения больных наркоманией, отделение социальной и медицинской реабилитации, отделение анонимного лечения наркологических больных. Поликлиника. Наркологическая помощь детям и подросткам. Предрейсовые и послерейсовые медицинские осмотры (круглосуточно). Медицинское наркологическое освидетельствование на состояние опьянения.

- Песчаная Глинка, Южное шоссе, 18 (юридический адрес)
- Партизанская улица, 130
- Ставропольская улица, 92
- улица Победы, 90
- Ульяновская улица, 68
- Красноглинский район, улица Сергея Лазо, 33
- Куйбышевский район, Зелёная улица, 10

### Туберкулёзная больница
Самарская областная туберкулёзная больница, Самара, посёлок Зубчаниновка, ул. Архитектурная, 184. Существует с 1965 года. Первым главврачом была хирург, участница Великой Отечественной войны Мария Степановна Артемьева. В 2007—2009 годах произведён капитальный ремонт помещений больницы, закуплено новое оборудование.

### Репродуктивное здоровье
- Частная медицинская компания «ИДК» — лечение бесплодия, искусственное оплодотворение, вспомогательные репродуктивные технологии. Учебный центр ИДК является клинической базой кафедры акушерства и гинекологии института последипломной подготовки Самарского государственного медицинского университета, на базе компании проводится обучение студентов и врачей факультета повышения квалификации.
- Центр планирования семьи и репродукции на базе Городской клинической больницы № 3.

## Центр медицинской профилактики
Центр медицинской профилактики организует и проводит мероприятия по первичной и вторичной профилактике неинфекционных заболеваний, гигиеническому обучению и воспитанию населения, пропаганде медицинских и гигиенических знаний с учётом показателей заболеваемости населения в области, санитарно-эпидемиологических, демографических, экономических и других особенностей
- Областной центр медицинской профилактики: ул. Фрунзе, 87-89[63]
- Городской центр медицинской профилактики: ул. Самарская, 137[64]

## Прочее

### Областная клиническая больница имени В. Д. Середавина
Располагается по ул. Ташкентская, дом 159 (фактически занимает большой комплекс зданий). Многопрофильное медицинское учреждение для жителей Самарской области. Ранее больница носила имя М. И. Калинина, в 2015 году переименована и теперь носит имя Владимира Диамидовича Середавина.

### Областная клиническая больница № 2
Располагается по ул. Льва Толстого, 59 и ул. Чапаевская, 165 (поликлиника).

### Госпиталь ветеранов войн
Располагается по ул. XXII Партсъезда, 43. Основан в 1943 году как эвакогоспиталь. Первым начальником госпиталя был заслуженный врач РСФСР полковник Александр Козлов. Как многопрофильное медицинское учреждение госпиталь обеспечивает право ветеранов войн (и лиц, приравненных к ним по льготам) на медицинскую помощь. Включает в себя НИИ «Международный центр по проблемам пожилых».

### Клиники СамГМУ
Занимают комплекс зданий по адресу проспект Карла Маркса, 165 Б. Являются образовательной базой по направлениям:
- анестезиологии, реаниматологии и скорой медицинской помощи
- оториноларингологии
- госпитальной терапии и госпитальной хирургии
- инфекционных болезней
- кожных и венерических болезней
- оперативной хирургии и клинической анатомии с курсом инновационных технологий, трансплантации органов и тканей
- пропедевтической терапии и пропедевтической хирургии
- профессиональной патологии
- травматологии, ортопедии и экстремальной хирургии, детской ортопедии, профилактики остеопороза
- гравитационной терапии, биомеханики
- челюстно-лицевой хирургии и стоматологии
- лучевой диагностики и терапии с курсом медицинской информатики (рентгенологии, ультразвуковой и функциональной диагностики, эндоскопии)
- медицинской реабилитации и спортивной медицины
- общей и клинической микробиологии, иммунологии и аллергологии
- фундаментальной и клинической биохимии с лабораторной диагностикой
- патологической анатомии

На базе клиник Самарского государственного медицинского университета в 2007 году создан Самарский центр трансплантации почки., затем реорганизованный в Самарский центр трансплантации органов и тканей. Главным специалистом по трансплантации в Самарской области является хирург Александр Владимирович Колсанов.

### Станция переливания крови
Самарская областная клиническая станция переливания крови находится в Октябрьском районе по адресу ул. Ново-Садовая, 156. Обеспечивает безопасными компонентами и препаратами крови лечебные учреждения Самарской области. Ведёт организационно-методическую работу по вопросам трансфузиологии.

### Центр медицины катастроф и скорой медицинской помощи
Самарский областной центр медицины катастроф организует медико-санитарную помощь населению при ликвидации последствий чрезвычайных ситуаций различного характера, террористических актов, дорожно-транспортных происшествий, а также обеспечивает право граждан на медицинскую и психологическую помощь при чрезвычайных ситуациях, при заболеваниях, несчастных случаях, травмах, отравлениях и других состояниях, требующих срочного медицинского вмешательства. Самара, ул. Запорожская, 26

### Клинический центр клеточных технологий
Государственное учреждение здравоохранения «Клинический центр клеточных технологий» оказывает высокотехнологичную медицинскую помощь с использованием репродуктивных и клеточных технологий жителям Самарской области. Подразделениями этого центра являются:
- Банк пуповинной крови с криохранилищем
- Диагностическая лаборатория, оборудованная для проведения работ по культивированию прогенеторных клеток, ПЦР диагностики, ИФА диагностики, гематологических и генетических анализов, проточной цитометрии
- Отделение репродуктивных технологий (в том числе лечение бесплодия и экстракорпоральное оплодотворение).

В 2008 году Центр клеточных технологий получил современно оборудованное здание по адресу Ташкентская улица, дом 159 (на территории больницы Калинина).
Самарский центр клеточных технологий оказывает медицинскую помощь детям, страдающим онкогематологическими заболеваниями, ищет доноров костного мозга. Самарская лаборатория Центра клеточных технологий получила международную аккредитацию соответствия, что даёт право представлять биоматериалы для международных регистров доноров костного мозга и пуповинной крови.

### Диагностический центр
СДЦ оказывает медицинские услуги с марта 1990 года.
Негосударственное многопрофильное медицинское учреждение по специализацией на диагностике. На базе СДЦ функционирует кафедра медицинских диагностических систем Самарского государственного аэрокосмического университета. СДЦ находится по адресу ул. Мяги, 7А.

### Дорожная больница
Дорожная клиническая больница на станции Самара ОАО РЖД — негосударственный многопрофильный медицинский комплекс. Звание кандидата медицинских наук имеют двенадцать врачей, один врач является доктором медицинских наук, один доктор носит почётное звание «Заслуженный работник здравоохранения РФ», трое — звание «Заслуженный врач РФ», девять «Отличников здравоохранения РФ», шестнадцать «Почётных железнодорожников РФ».
- поликлиника — ул. Агибалова, 12 (на Комсомольской площади)
- терапевтический стационар — ул. Желябова, 13
- хирургический стационар — ул. Ново-Садовая, 176

## Санатории и профилактории Самарской области
Самарская область является одним из лидеров Российской Федерации  по осуществлению санаторного лечения после стационарного в специализированных отделениях санаториев. За счёт средств областного бюджета обеспечиваются бесплатными путёвками на санаторно-курортное лечение малоимущие категории граждан, работники организаций бюджетной сферы.
В Самарской области по лицензии работают 68 учреждений санаторно-курортного лечения, 20 из них — санатории, 38 — санатории-профилактории, 10 — пансионаты. Все они занимаются лечебной деятельностью и могут принимать ежемесячно до 11,5 тысяч человек.
Санатории на просеках по берегу Волги
- Санаторий «Фрунзенец» (ул. Советской Армии, 241)
- Санаторий Минобороны «Волга» (7-я просека)
- Самарский областной детский санаторий «Юность» (Барбошина поляна, 9 просека, 3 линия)
- Детский санаторий «Здоровье» (Барбошина поляна, 9 просека, 2 линия)
- Санаторий «Самарский» (Барбошинa полянa, 9-я просека 5-я линия), старое название – «Стахановец»
- Санаторий им. В. П. Чкалова

Санатории в зелёной зоне берега Волги
- Санаторий «Можайский» (3-я линия, Студёный овраг)
- Санаторий «Красная Глинка» (Самара, посёлок Южный, 36)[89]

Прочие санатории в Самаре
- Санаторий-профилакторий СамГТУ (Революционная улица, 42) [уточнить]
- Санаторий-профилакторий Самарского университета (Революционная улица, 46) [уточнить]
- Детский оздоровительный лагерь санаторного типа «Салют» (посёлок Мехзавод, 3-й квартал)
- Санаторий «Космос», принадлежащий «ЦСКБ-Прогресс» (посёлок Прибрежный)

Санатории в Самарской области
- Сергиевский медицинский реабилитационный центр, курорт «Сергиевские минеральные воды» (Сергиевский район, Серноводск)
- Противотуберкулёзный санаторий «Рачейка» (Сызранский район, село Старая Рачейка)
- Детский санаторий «Алые паруса» (Ставропольский район, Ставропольский лесхоз, Ягодинское лесничество, квартал № 5)
- Санаторий «Волжский утёс» (Шигонский район)
- «Надежда» (санаторий ОАО «Тольяттиазот»; г. Тольятти, Лесопарковое шоссе, 26)
- Санаторий «Ставрополь» (Тольятти, Лесопарковое шоссе, 22)
- «Русский бор» (санаторий Волжского университета имени В. Н. Татищева; Тольятти, Лесопарковое шоссе, 12)

## Организационные вопросы
На сайте Департамента здравоохранения города Самары действует «Электронная общественная приёмная», где любой житель города может оставить претензию, вопрос, благодарность и т.д.
Составлен проект областной целевой программы «Здоровье детей Самарской области» на 2013—2015 годы. В ходе предыдущей программы «Здоровое поколение» на 2007—2010 годы были проведены следующие мероприятия:
- скрининг новорождённых детей на фенилкетонурию и врожденный гипотиреоз
- обеспечение детей, больных фенилкетонурией, специальным питанием
- обеспечение лечебных учреждений оборудованием для реанимации и интенсивной терапии новорождённых
- мероприятия по снижению смертности среди больных с острыми отравлениями и больных с сосудистыми заболеваниями (эта причина стоит на первом месте среди всех причин смертности в Самарской области)[91]